# 2024 год в кино
2024 в кино — это обзор событий, включая церемонии награждения, фестивали, список выпущенных фильмов по странам и жанрам. Columbia Pictures, Metro-Goldwyn-Mayer и «Мосфильм» отпраздновали своё 100-летие, Miramax — 45-летие, 20th Century Animation, DreamWorks Pictures, DreamWorks Animation и Searchlight Pictures — 30-летие, а «Мельница» — 25-летие. В этом году перешёл в общественное достояние первый звуковой фильм студии Диснея «Пароходик Вилли», в котором дебютировал Микки Маус.

## Самые кассовые фильмы
— фильмы, идущие в кинотеатрах по всему миру на неделе, начинающейся с 21 марта 2025 года.
| Место | Название                         | Дистрибьютор | Сборы           |
| ----- | -------------------------------- | ------------ | --------------- |
| 1     | «Головоломка 2»                  | Disney       | $ 1 698 863 816 |
| 2     | «Дэдпул и Росомаха»              | Disney       | $ 1 338 073 645 |
| 3     | «Моана 2»                        | Disney       | $ 1 059 215 411 |
| 4     | «Гадкий я 4»                     | Universal    | $ 971 042 314   |
| 5     | «Злая: Сказка о ведьме Запада»   | Universal    | $ 744 078 153   |
| 6     | «Муфаса: Король Лев»             | Disney       | $ 719 489 742   |
| 7     | «Дюна: Часть вторая»             | Warner Bros. | $ 714 644 358   |
| 8     | «Годзилла и Конг: Новая империя» | Warner Bros. | $ 571 850 016   |
| 9     | «Кунг-фу панда 4»                | Universal    | $ 547 812 900   |
| 10    | «Соник 3 в кино»                 | Paramount    | $ 491 092 476   |

| Место | Название               | Дистрибьютор       | Сборы           |
| ----- | ---------------------- | ------------------ | --------------- |
| 1     | «Холоп 2»              | Централ Партнершип | ₽ 3 842 899 105 |
| 2     | «Бременские музыканты» | Централ Партнершип | ₽ 3 035 925 168 |
| 3     | «Мастер и Маргарита»   | Атмосфера Кино     | ₽ 2 327 079 125 |
| 4     | «Лёд 3»                | НМГ «Кинопрокат»   | ₽ 1 856 037 387 |
| 5     | «Сто лет тому вперёд»  | Централ Партнершип | ₽ 1 532 742 581 |
| 6     | «Ёлки 11»              | Bazelevs           | ₽ 1 216 797 524 |
| 7     | «Огниво»               | Централ Партнершип | ₽ 1 186 495 629 |
| 8     | «Летучий корабль»      | Наше Кино          | ₽ 1 121 797 141 |
| 9     | «Руки вверх!»          | Централ Партнершип | ₽ 966 870 939   |
| 10    | «Онегин»               | Атмосфера Кино     | ₽ 787 786 674   |

## Фильмы, которые вышли в прокат в 2024 году
|  | Фильм официально не вышел в российский прокат |

### Январь — март
| Премьера      | Премьера | Название                                 | Студия | Режиссёр                       | В ролях | Жанр                                       | Прим.  |
| ------------- | -------- | ---------------------------------------- | --- | ------------------------------ | --- | ------------------------------------------ | ------ |
| Я Н В А Р Ь   | 1        | Бременские музыканты                     | «ТриТэ», «Союзмультфильм», телеканал «Россия-1», при поддержке Фонда кино                                                                | Алексей Нужный                 | Тихон Жизневский, Валентина Ляпина, Ирина Горбачёва, Роман Курцын, Дмитрий Дюжев, Аскар Нигамедзянов, Сергей Бурунов, Мария Аронова, Константин Хабенский | мюзикл, роуд-муви, сказка, семейный        |        |
| Я Н В А Р Ь   | 1        | Холоп 2                                  | Yellow, Black and White, Start, MEM Cinema Production, телеканал «Россия-1», при поддержке Фонда кино, Централ Партнершип                | Клим Шипенко                   | Милош Бикович, Аглая Тарасова, Александр Самойленко, Мария Миронова, Иван Охлобыстин, Наталья Рогожкина                                                   | комедия                                    | [ 6 ]  |
| Я Н В А Р Ь   | 5        | Каменщик                                 | Millennium Media | Ренни Харлин                   | Аарон Экхарт, Нина Добрев, Тим Блейк Нельсон, Ильфенеш Хадера, Клифтон Коллинз-младший                                                                    | боевик, триллер                            |        |
| Я Н В А Р Ь   | 5        | Проклятые воды                           | Atomic Monster, Blumhouse Productions, Universal Pictures                                                                                | Брайс Макгуайр                 | Уайатт Рассел, Керри Кондон | фильм ужасов о сверхъестественном, триллер |        |
| Я Н В А Р Ь   | 12       | Книга Кларенса                           | Legendary Pictures, TriStar Pictures | Джеймс Сэмюэл                  | Бенедикт Камбербэтч, Джеймс МакЭвой, Лакит Стэнфилд | комедийная драма                           |        |
| Я Н В А Р Ь   | 12       | Воздушное ограбление                     | Genre Films, Hartbeat Productions, 6th & Idaho Productions                                                                               | Ф. Гэри Грей                   | Кевин Харт, Гугу Мбата-Роу, Винсент Д’Онофрио, Урсула Корберо, Билли Магнуссен, Джейкоб Баталон, Жан Рено, Сэм Уортингтон                                 | комедийный боевик                          | [ 7 ]  |
| Я Н В А Р Ь   | 12       | Пчеловод                                 | Miramax, Amazon MGM Studios, Fórum Hungary                                                                                               | Дэвид Эйер                     | Джейсон Стейтем, Эмми Рэвер-Лэмпман, Джош Хатчерсон, Джереми Айронс, Джемма Редгрейв                                                                      | боевик, триллер                            |        |
| Я Н В А Р Ь   | 18       | Воздух                                   | Метрафильмс, Амедиа продакшн | Алексей Герман мл.             | Аглая Тарасова, Антон Шагин, Елена Лядова, Сергей Безруков                                                                                                | военная драма                              |        |
| Я Н В А Р Ь   | 25       | Мастер и Маргарита                       | Марс Медиа Энтертейнмент | Михаил Локшин                  | Аугуст Диль,Юлия Снигирь,Евгений Цыганов, Клас Банг, Юрий Колокольников, Алексей Розин, Полина Ауг                                                        | драма, фэнтези                             | [ 8 ]  |
| Ф Е В Р А Л Ь | 1        | Конец славы                              | Централ Партнершип | Марюс Вайсберг                 | Павел Деревянко, Сергей Чирков | комедия                                    |        |
| Ф Е В Р А Л Ь | 2        | Аргайл: Супершпион                       | Apple Studios Marv Studios | Мэттью Вон                     | Генри Кавилл, Брайс Даллас Ховард, Сэм Рокуэлл, Брайан Крэнстон, Кэтрин О’Хара, Дуа Липа, Ариана ДеБоуз, Джон Сина, Сэмюэл Л. Джексон                     | шпионский комедийный боевик                | [ 9 ]  |
| Ф Е В Р А Л Ь | 14       | Боб Марли: Одна любовь                   | Paramount Pictures | Рейнальдо Маркус Грин          | Кингсли Бен-Адир, Лашана Линч, Джесси Силио, Джеймс Нортон                                                                                                | биографический фильм                       |        |
| Ф Е В Р А Л Ь | 14       | Лёд 3                                    | Кинокомпания «Водород», Art Pictures Studio, Национальная Медиа Группа, СТС, телеканал «Россия-1», Плюс Студия, при поддержке Фонда кино | Юрий Хмельницкий               | Александр Петров, Мария Аронова, Анна Савранская, Степан Белозёров                                                                                        | драма, мелодрама, спорт, мюзикл            |        |
| Ф Е В Р А Л Ь | 14       | Мадам Паутина                            | Columbia Pictures, Marvel Entertainment, Di Bonaventura Pictures                                                                         | Эс Джей Кларксон               | Дакота Джонсон, Сидни Суини, Селеста О’Коннор, Изабела Монер, Тахар Рахим                                                                                 | супергеройский триллер                     | [ 10 ] |
| Ф Е В Р А Л Ь | 15       | Супер Крылья. Фильм                      | Alpha Group Co., Ltd., EBS, KOCCA | Чон Гиль-хун                   | Чжан Цзяци, У Жосюань, Хэ Пэйци, Чжу Цзыцзюнь, Ши Цзимо                                                                                                   | приключенческий мультфильм                 |        |
| Ф Е В Р А Л Ь | 22       | Командир                                 | Эго Продакшн | Александр Гурьянов, Тимур Хван | Кирилл Зайцев, Александр Жуков, Артём Ткаченко, Валерий Баринов                                                                                           | боевик                                     |        |
| М А Р Т       | 1        | Дюна: Часть вторая                       | Warner Bros. Pictures, Legendary Entertainment                                                                                           | Дени Вильнёв                   | Тимоти Шаламе, Ребекка Фергюсон, Джош Бролин, Стеллан Скарсгард, Дейв Батиста, Зендея, Стивен Хендерсон, Шарлотта Рэмплинг, Хавьер Бардем                 | научная фантастика                         | [ 11 ] |
| М А Р Т       | 7        | Онегин                                   | «Кинокомпания братьев Андреасян», «Атмосфера Кино»                                                                                       | Сарик Андреасян                | Виктор Добронравов, Елизавета Моряк, Денис Прытков, Татьяна Сабинова, Владимир Вдовиченков                                                                | мелодрама                                  |        |
| М А Р Т       | 8        | Воображаемый друг                        | Lionsgate, Blumhouse Productions | Джефф Уодлоу                   | Деванда Уайз, Том Пэйн, Тэген Бёрнс, Пайпер Браун, Вероника Фалькон, Бетти Бакли                                                                          | фильм ужасов о сверхъестественном          | [ 12 ] |
| М А Р Т       | 8        | Кунг-фу панда 4                          | DreamWorks Animation, Universal Pictures                                                                                                 | Майк Митчелл                   | Джек Блэк, Дастин Хоффман, Аквафина | комедия, фильм о боевых искусствах         | [ 13 ] |
| М А Р Т       | 21       | Дом у дороги                             | MGM, Silver Pictures | Даг Лайман                     | Джейк Джилленхол, Конор Макгрегор, Даниэла Мелшиор, Билли Магнуссен, Дэррен Барнет, Лукас Гейдж                                                           | остросюжетный боевик                       |        |
| М А Р Т       | 21       | Летучий корабль                          | ТПО Рок, Студия CGF (спецэффекты), Союзмультфильм                                                                                        | Илья Учитель                   | Александр Метёлкин, Ксения Трейстер, Андрей Бурковский, Леонид Ярмольник, Фёдор Добронравов, Полина Гагарина, Сергей Гармаш, Анна Уколова                 | мюзикл, фэнтези                            |        |
| М А Р Т       | 21       | Омен. Непорочная                         | Black Beer Pictures, Fifty-fifty Films, Middle Child Pictures                                                                            | Майкл Мохан                    | Сидни Суини, Альваро Морте, Бенедетта Поркароли, Дора Романо, Джорджио Коланджели, Симона Табаско                                                         | психологические ужасы                      |        |
| М А Р Т       | 21       | Территория зла                           | Volition Media Partners, R.U. Robot Studios, Highland Film Group                                                                         | Уильям Юбэнк                   | Расселл Кроу, Лиам Хемсворт, Майло Вентимилья, Люк Хемсворт                                                                                               | остросюжетный боевик                       |        |
| М А Р Т       | 28       | Материнский инстинкт                     | Anton, Freckle Films, Mosaic, Versus Production                                                                                          | Бенуа Дельомм                  | Джессика Честейн, Энн Хэтэуэй, Джош Чарльз, Андерс Даниэльсен Ли                                                                                          | психологический триллер                    | [ 14 ] |
| М А Р Т       | 29       | Годзилла и Конг: Новая империя           | Legendary Pictures, Warner Bros. Pictures, Toho Co., Ltd.                                                                                | Адам Вингард                   | Дэн Стивенс, Ребекка Холл, Брайан Тайри Генри, Кэйли Хоттл, Чэнь Фала, Алекс Фернс, Рэйчел Хаус                                                           | боевик, фантастика, фильм о монстрах       | [ 15 ] |
| М А Р Т       | 29       | Охотники за привидениями: Леденящий ужас | Sony Pictures Releasing, Columbia Pictures, Bron Creative, Ghost Corps, Right of Way Films                                               | Джейсон Райтман                | Финн Вулфхард, Маккенна Грейс, Кэрри Кун, Пол Радд, Дэн Эйкройд, Эрни Хадсон, Уильям Атертон                                                              | комедия, научное фэнтези                   | [ 16 ] |

### Апрель — июнь
| Премьера    | Премьера | Название                            | Студия | Режиссёр                                 | В ролях | Жанр                                               | Прим.         |
| ----------- | -------- | ----------------------------------- | --- | ---------------------------------------- | --- | -------------------------------------------------- | ------------- |
| А П Р Е Л Ь | 4        | Артур, ты король                    | Tucker Tooley Entertainment, Lionsgate                                                                                  | Саймон Селлан Джоунс                     | Марк Уолберг, Симу Лю, Натали Эммануэль, Али Сулиман | приключения                                        |               |
| А П Р Е Л Ь | 11       | Дыши!                               | Capstone Studios, Thunder Road Films, Streamline Global, Variance Films                                                 | Стефон Бристол                           | Милла Йовович, Сэм Уортингтон | боевик, триллер                                    | [ 17 ]        |
| А П Р Е Л Ь | 11       | Манкимэн                            | Universal Pictures, Bron Studios, Thunder Road Films и другие                                                           | Дев Патель                               | Дев Патель, Шарлто Копли, Питобаш, Випин Шарма, Сикандар Кхер | остросюжетный боевик                               |               |
| А П Р Е Л Ь | 11       | Падение империи                     | DNA Films, IPR.VC | Алекс Гарленд                            | Кирстен Данст, Вагнер Моура, Стивен Маккинли Хендерсон | остросюжетный боевик                               |               |
| А П Р Е Л Ь | 18       | Сто лет тому вперёд                 | Централ Партнершип, Россия-1, Art Pictures Studio, Союзмультфильм, Okko                                                 | Александр Андрющенко                     | Дарья Верещагина, Марк Эйдельштейн, Александр Петров, Виктория Исакова, Юра Борисов, Константин Хабенский, Фёдор Бондарчук                                                                  | фантастика, приключения                            |               |
| А П Р Е Л Ь | 19       | Эбигейл                             | Universal Pictures, Project X Entertainment, Vinson Films, Radio Silence Productions, Wild Atlantic Pictures            | Мэттью Беттинелли, Тайлер Джиллетт       | Мелисса Баррера, Дэн Стивенс, Алиша Вейр | ужасы о вампирах                                   |               |
| А П Р Е Л Ь | 25       | Город тайн: Исчезнувшая             | Screen Australia, Film Victoria, Made Up Stories, Arenamedia, Pick Up Truck Pictures, Roadshow Films                    | Роберт Коннолли                          | Эрик Бана, Жаклин Маккензи, Анна Торв | детектив                                           |               |
| А П Р Е Л Ь | 26       | Претенденты                         | Metro-Goldwyn-Mayer | Лука Гуаданьино                          | Зендея | комедийная драма, романтика                        | [ 18 ]        |
| М А Й       | 1        | Любви не бывает?                    | Мотор Фильм Студия при участии «Покровка Фильм»                                                                         | Дмитрий Фикс                             | Аня Чиповская, Владимир Яглыч, Юлия Франц, Евгений Михеев, Алексей Золотовицкий, Никита Плащевский, Сергей Мигицко, Константин Мурзенко                                                     | романтическая комедия                              |               |
| М А Й       | 3        | Каскадёры                           | Universal Pictures | Дэвид Литч                               | Райан Гослинг, Эмили Блант, Аарон Тейлор-Джонсон | боевик                                             | [ 19 ] [ 20 ] |
| М А Й       | 10       | Планета обезьян: Новое царство      | 20th Century Studios | Уэс Болл                                 | Оуэн Тиг, Фрейя Аллан, Кевин Дюранд, Питер Макон, Уильям Мэйси | боевик, научная фантастика                         | [ 21 ]        |
| М А Й       | 10       | Таро: Карта смерти                  | Sony Pictures Releasing, Screen Gems, Alloy Entertainment                                                               | Спенсер Коэн, Anna Halberg               | Харриет Слейтер, Адайн Брэдли, Авантика, Джейкоб Баталон, Умберли Гонсалес, Олвен Фуэре, Вольфганг Новограц, Ларсен Томпсон                                                                 | фильм ужасов о сверхъестественном                  |               |
| М А Й       | 13       | Министерство неджентльменских дел   | Jerry Bruckheimer Films и Black Bear Pictures                                                                           | Гай Ричи                                 | Генри Кавилл, Эйса Гонсалес, Алан Ритчсон, Алекс Петтифер, Хиро Файнс-Тиффин, Генри Голдинг, Тиль Швайгер, Кэри Элвес, Генри Зага                                                           | комедийный боевик                                  |               |
| М А Й       | 17       | Воображаемые друзья                 | Paramount Pictures, Maximum Effort, Sunday Night Productions                                                            | Джон Красински                           | Эмили Блант, Мэтт Дэймон, Райан Рейнольдс | фэнтези                                            | [ 22 ]        |
| М А Й       | 23       | Майор Гром: Игра                    | Bubble Studios, Плюс Студия, Централ Партнершип                                                                         | Олег Трофим                              | Тихон Жизневский, Любовь Аксёнова, Александр Сетейкин, Дмитрий Чеботарёв, Алексей Маклаков, Ольга Сутулова, Матвей Лыков, Андрей Трушин, Андрей Атлас, Константин Хабенский, Сергей Горошко | приключения, драма, боевик, детектив, супергероика |               |
| М А Й       | 24       | Гарфилд в кино                      | Columbia Pictures, Alcon Entertainment, DNEG Animation, Paws, Inc.                                                      | Марк Диндал                              | Крис Прэтт, Сэмюэл Эл Джексон, Винг Рэймс, Николас Холт, Ханна Уэддингем, Сесили Стронг | мультфильм, комедия, приключения, семейный         | [ 23 ] [ 24 ] |
| М А Й       | 24       | Фуриоса: Хроники Безумного Макса    | Kennedy Miller Mitchell                                                                                                 | Джордж Миллер                            | Аня Тейлор-Джой, Крис Хемсворт | постапокалиптический боевик, дизельпанк            | [ 25 ]        |
| М А Й       | 30       | Винни-Пух: Кровь и мёд 2            | ITN Distribution, Jagged Edge Productions                                                                               | Рис Фрейк-Уотерфилд                      | Скотт Чемберс, Таллула Эванс, Райан Олива, Тереза Бэнем, Питер Десоуза-Фейхони, Алек Ньюман, Саймон Кэллоу                                                                                  | слэшер                                             | [ 26 ]        |
| М А Й       | 30       | Суперпташки. Улётная миссия         | Méliès Producciones | Нестор Ф. Дэннис                         | Джонни Депп, Стефано Бруса | комедийный мультфильм                              |               |
| М А Й       | 30       | Манюня: Приключения в Москве        | «Кинокомпания братьев Андреасян»                                                                                        | Денис Гуляр                              | Екатерина Темнова, Карина Каграманян, Карина Мнацаканян, Джульетта Степанян | Комедия, приключения, семейный                     |               |
| И Ю Н Ь     | 6        | Сказочный патруль. Шоу продолжается | Цифровое телевидение, НМГ «Кинопрокат», Паровоз                                                                         | Антон Ланшаков                           | Анфиса Вистингаузен, Ольга Кузьмина, Юлия Александрова, Полина Кутепова, Андрей Рожков | детективное городское фэнтези                      |               |
| И Ю Н Ь     | 12       | Это не я                            | CG Cinéma, Théo Films, Arte France Cinéma                                                                               | Леос Каракс                              | Дени Лаван, Леос Каракс, Екатерина Юспина, Настя Голубева-Каракс | драма, биография                                   | [ 27 ]        |
| И Ю Н Ь     | 14       | Головоломка 2                       | Pixar Animation Studios, Walt Disney Pictures, Walt Disney Studios Motion Pictures                                      | Келси Манн                               | Эми Полер, Филлис Смит, Льюис Блэк, Тони Хейл, Лиза Лапира, Майя Хоук | история взросления, драма, семейный                | [ 28 ]        |
| И Ю Н Ь     | 14       | Плохие парни до конца               | Sony Pictures Releasing, Columbia Pictures, Don Simpson/Jerry Bruckheimer Films, Weathbrook Studios, 2.0 Entertainment. | Адиль Эль Арби и Билал Фалла             | Уилл Смит, Александр Людвиг, Ванесса Энн Хадженс, Рэй Сихорн, Таша Смит | комедийный боевик                                  | [ 29 ]        |
| И Ю Н Ь     | 14       | Смотрители                          | Warner Bros. Pictures, New Line Cinema, Blinding Edge Pictures, Inimitable Pictures                                     | Ишана Найт Шьямалан                      | Дакота Фэннинг, Джорджина Кэмпбелл | фильм ужасов о сверхъестественном                  | [ 30 ]        |
| И Ю Н Ь     | 28       | Граф Монте-Кристо                   | Pathé, Groupe M6 | Матьё Делапорт, Александр де Ла Пательер | Пьер Нинэ, Анаис Демустье, Лоран Лафитт, Анамария Вартоломеи | приключения, исторический фильм                    |               |
| И Ю Н Ь     | 28       | Тихое место: День первый            | Paramount Pictures, Platinum Dunes, Sunday Night Productions                                                            | Майкл Сарноски                           | Лупита Нионго, Джозеф Куинн | фильм ужасов                                       | [ 31 ] [ 32 ] |

### Июль — сентябрь
| Премьера        | Премьера | Название                                   | Студия | Режиссёр           | В ролях | Жанр                                                         | Прим.         |
| --------------- | -------- | ------------------------------------------ | --- | ------------------ | --- | ------------------------------------------------------------ | ------------- |
| И Ю Л Ь         | 3        |                                            | |                    | |                                                              |               |
| И Ю Л Ь         | 3        | Гадкий я 4                                 | Universal Studios, Illumination Entertainment                                                                               | Крис Рено          | Стив Карелл, Миранда Косгроув | комедия, семейный                                            | [ 33 ]        |
| И Ю Л Ь         | 3        | Полицейский из Беверли-Хиллз: Аксель Фоули | Paramount Pictures, Netflix                                                                                                 | Марк Моллой        | Эдди Мерфи, Джадж Рейнхолд, Джон Эштон, Пол Райзер и Бронсон Пинчот | комедийный боевик                                            |               |
| И Ю Л Ь         | 4        | Нежить                                     | Shudder | Крис Нэш           | Рай Барретт, Андреа Павлович, Кэмерон Лав, Рис Пресли | слэшер                                                       |               |
| И Ю Л Ь         | 11       | Максин XXX                                 | A24, Motel Mojave, Access Entertainment                                                                                     | Тай Уэст           | Миа Гот, Элизабет Дебики, Лили Коллинз, Мозес Самни, Мишель Монаган, Бобби Каннавале, Джанкарло Эспозито, Кевин Бейкон, Холзи                                                   | слэшер, фильм ужасов                                         |               |
| И Ю Л Ь         | 18       | Водитель-олигарх                           | «Пиманов и партнёры» | Алексей Пиманов    | Алексей Чадов, Павел Прилучный | комедия                                                      |               |
| И Ю Л Ь         | 19       | Смерч 2                                    | Universal Pictures, Warner Bros. Pictures, Amblin Entertainment, The Kennedy/Marshall Company                               | Ли Айзек Чун       | Дейзи Эдгар-Джонс, Глен Пауэлл, Энтони Рамос | фильм-катастрофа                                             |               |
| И Ю Л Ь         | 26       | Дэдпул и Росомаха                          | Marvel Studios, Maximum Effort, 21 Laps Entertainment                                                                       | Шон Леви           | Райан Рейнольдс, Хью Джекман, Эмма Коррин, Мэттью Макфэдьен, Морена Баккарин, Аарон Стэнфорд, Роб Дилейни, Дафни Кин, Крис Эванс, Дженнифер Гарнер, Уэсли Снайпс, Ченнинг Татум | супергеройский боевик, чёрная комедия                        | [ 34 ]        |
| И Ю Л Ь         | 26       | Колдовская доска                           | A-Nation Media, Gala Films                                                                                                  | Чак Рассел         | Джейми Кэмпбелл Бауэр, Мэдисон Айсмен, Аарон Домингес, Антония Десплат, Чарли Тахан                                                                                             | фильм ужасов о сверхъестественном                            |               |
| А В Г У С Т     | 2        | Гарольд и фиолетовый мелок                 | Sony Pictures Releasing, Columbia Pictures, Davis Entertainment                                                             | Карлус Салданья    | Закари Ливай, Зоуи Дешанель, Лил Рел Хауэри, Рави Патель | фэнтези, семейный                                            | [ 35 ]        |
| А В Г У С Т     | 2        | Зачинщики                                  | Artists Equity, Apple Original Films                                                                                        | Даг Лайман         | Мэтт Деймон, Кейси Аффлек | триллер                                                      | [ 36 ]        |
| А В Г У С Т     | 2        | Ловушка                                    | Warner Bros. Pictures и InterCom                                                                                            | М. Найта Шьямалан  | Джош Хартнетт, Салека Шьямалан | триллер                                                      |               |
| А В Г У С Т     | 8        | Бордерлендс                                | Arad Productions, Picturestart                                                                                              | Элай Рот           | Кейт Бланшетт, Кевин Харт, Джейми Ли Кёртис | приключения, боевик                                          | [ 37 ]        |
| А В Г У С Т     | 8        | Не говори никому                           | Universal Pictures, Blumhouse Productions                                                                                   | Джеймс Уоткинс     | Джеймс Макэвой, Маккензи Дэвис, Скут Макнэйри | психологические ужасы, психологический триллер               |               |
| А В Г У С Т     | 15       | Меган: К вашим услугам                     | Millennium Media, Grobman Films, XYZ Films                                                                                  | С. К. Дэйл         | Меган Фокс, Микеле Морроне, Мэйделин Зима | научно-фантастический триллер                                | [ 38 ] [ 39 ] |
| А В Г У С Т     | 16       | Чужой: Ромул                               | 20th Century Studios, Scott Free Productions, Brandywine Productions                                                        | Феде Альварес      | Кейли Спейни | научно-фантастический фильм ужасов                           | [ 40 ]        |
| А В Г У С Т     | 22       | Ворон                                      | Davis Films, Lionsgate Films                                                                                                | Руперт Сандерс     | Билл Скарсгард, FKA Twigs, Дэнни Хьюстон, Лаура Бирн, Сами Буажила | супергероика, неонуар, триллер, городское фэнтези            | [ 41 ]        |
| А В Г У С Т     | 22       | Пираты галактики Барракуда                 | R-media при поддержке Министерства культуры РФ                                                                              | Антон Борматов     | Борис Дейков, Полина Гузман, Алексей Онежен, Юрий Колокольников, Лукерья Ильюшенко, Роман Курцын, Софья Лебедева, Ольга Науменко, Татьяна Рассказова                            | фантастика, приключения, семейный, комедия                   |               |
| А В Г У С Т     | 29       | Лунтик. Возвращение домой                  | «Мельница», «Кинокомпания СТВ», «Россия-1», «Вольга»                                                                        | Константин Бронзит | Анна Слынько, Юлия Зоркина, Юлия Рудина, Анатолий Петров, Олег Куликович, Мария Цветкова, Валерий Смекалов, Михаил Черняк                                                       | детский мультфильм, комедия, приключения, роуд-муви, фэнтези |               |
| А В Г У С Т     | 31       | Конец                                      | Final Cut for Real, Neon | Джошуа Оппенхаймер | Тильда Суинтон, Джордж Маккей, Мозес Ингрэм, Майкл Шеннон, Брона Галлахер, Тим Макиннерни, Ленни Джеймс                                                                         | постапокалиптика, мюзикл                                     |               |
| С Е Н Т Я Б Р Ь | 5        | Вес победы                                 | | Шон Эллис          | Орландо Блум, Катрина Балф, Джон Туртурро | психологический триллер                                      | [ 42 ]        |
| С Е Н Т Я Б Р Ь | 6        | Битлджус Битлджус                          | Plan B Entertainment, Tim Burton Productions, Warner Bros. Pictures                                                         | Тим Бёртон         | Майкл Китон, Вайнона Райдер, Кэтрин О’Хара, Дженна Ортега, Джастин Теру, Моника Беллуччи, Уиллем Дефо                                                                           | фэнтези, комедия ужасов                                      | [ 43 ]        |
| С Е Н Т Я Б Р Ь | 7        | Эдем                                       | Imagine Entertainment, AGC Studios                                                                                          | Рон Ховард         | Ана де Армас, Джуд Лоу, Ванесса Кирби, Даниэль Брюль, Сидни Суини | триллер, фильм-выживание                                     |               |
| С Е Н Т Я Б Р Ь | 19       | Хеллбой: Проклятие Горбуна                 | Millennium Media, Ketchup Entertainment                                                                                     | Брайан Тейлор      | Джек Кеси, Джефферсон Уайт, Аделин Рудольф, Леа Макнамара, Нэйтан Купер, Ханна Маргетсон                                                                                        | супергеройский фильм, боевик и фильм ужасов                  |               |
| С Е Н Т Я Б Р Ь | 19       | Субстанция                                 | Working Title Films | Корали Фаржа       | Деми Мур, Маргарет Куолли, Деннис Куэйд | боди-хоррор                                                  |               |
| С Е Н Т Я Б Р Ь | 19       | Трансформеры: Начало                       | Paramount Pictures, Paramount Animation, Hasbro Entertainment, New Republic Pictures, di Bonaventura Pictures, Bayhem Films | Джош Кули          | Крис Хемсворт, Брайан Тайри Генри, Скарлетт Йоханссон, Киган-Майкл Кей, Джон Хэмм, Лоуренс Фишберн                                                                              | мультфильм, научная фантастика                               |               |
| С Е Н Т Я Б Р Ь | 27       | Дикий робот                                | DreamWorks Animation, Universal Pictures                                                                                    | Крис Сандерс       | Лупита Нионго, Педро Паскаль, Кэтрин О’Хара, Билл Найи, Кит Коннор, Стефани Сюй                                                                                                 | мультфильм, приключения, научная фантастика                  |               |

### Октябрь — декабрь
| Премьера      | Премьера | Название                          | Студия | Режиссёр                                                                              | В ролях | Жанр                                               | Прим.         |
| ------------- | -------- | --------------------------------- | --- | ------------------------------------------------------------------------------------- | --- | -------------------------------------------------- | ------------- |
| О К Т Я Б Р Ь | 4        | Джокер: Безумие на двоих          | Warner Bros., DC Entertainment, Village Roadshow Pictures, Bron Studios, Sikelia Productions, InterCom, Warner Bros. Pictures                                                                   | Тодд Филлипс                                                                          | Хоакин Феникс, Леди Гага | драма, криминал                                    | [ 44 ]        |
| О К Т Я Б Р Ь | 10       | Малышарики. День рождения         | СКА Петербург, «НМГ Кинопрокат» | Оксана Бычкова, Катерина Савчук                                                       | Константин Хабенский, Елизавета Боярская | детский, семейный                                  |               |
| О К Т Я Б Р Ь | 10       | Ужасающий 3                       | Dark Age Cinema, Bloody Disgusting, Fuzz on the Lens Productions, The Coven | Дэмиен Леоне                                                                          | Лорен Лавера, Дэвид Ховард Торнтон, Эллиот Фаллэм, Саманта Скаффиди, Антонелла Роуз, Маргарет Энн Флоренс, Брайс Джонсон, Крис Джерико                               | слэшер                                             | [ 45 ]        |
| О К Т Я Б Р Ь | 24       | Огниво                            | Централ Партнершип, Кинокомпания «СТВ», телеканал «Россия», CGF, «Глобус-фильм» при поддержке Фонда кино                                                                                        | Александр Войтинский                                                                  | Роман Евдокимов, Антонина Бойко, Виталий Хаев, Ирина Старшенбаум, Михаил Трухин, Ян Цапник, Юрий Кузнецов                                                            | приключения, сказка, семейный                      | [ 46 ]        |
| О К Т Я Б Р Ь | 25       | Веном: Последний танец            | Columbia Pictures, Marvel Entertainment, Arad Productions, Matt Tolmach Productions, Pascal Pictures, TSG Entertainment, Hutch Parker Entertainment, Hardy Son & Baker, Sony Pictures Releasing | Келли Марсел                                                                          | Том Харди, Чиветел Эджиофор, Джуно Темпл, Рис Иванс, Стивен Грэм, Пегги Лу, Кларк Бако, Энди Серкис                                                                  | супергеройский фильм, боевик, фантастика           | [ 47 ]        |
| О К Т Я Б Р Ь | 30       | Непробиваемые                     | BondIt Media Capital, Convergence Entertainment Group | Джастин Рутт                                                                          | Сильвестр Сталлоне, Джейсон Патрик, Джош Уиггинс, Дэш Майок, Джефф Чейз                                                                                              | боевик, криминальный фильм, триллер                | [ 48 ]        |
| О К Т Я Б Р Ь | 31       | Возвращение попугая Кеши          | Кинокомпания «Кинотека» | Олег Асадулин                                                                         | Никита Кологривый, Оксана Акиньшина, Ирина Безряднова | комедия, семейный                                  |               |
| Н О Я Б Р Ь   | 8        | Приключения Паддингтона 3         | StudioCanal, Heyday Films | Дугал Уилсон                                                                          | Бен Уишоу, Имельда Стонтон, Эмили Мортимер, Хью Бонневилль, Джули Уолтерс, Антонио Бандерас, Джим Бродбент, Сэмюэл Джослин, Мадлен Харрис, Оливия Колман, Карла Тоус | комедия                                            | [ 49 ]        |
| Н О Я Б Р Ь   | 14       | Манюня: Приключения в деревне     | «Кинокомпания братьев Андреасян» | Денис Гуляр                                                                           | Екатерина Темнова, Карина Каграманян, Карина Мнацаканян, Джульетта Степанян                                                                                          | комедия, приключения, семейный                     |               |
| Н О Я Б Р Ь   | 15       | Еретик                            | A24, Beck Woods, Catchlight Studios, Shiny Penny | Скотт Бек и Брайан Вудс                                                               | Хью Грант, Хлоя Ист, Софи Тэтчер | триллер, фильм ужасов                              | [ 50 ]        |
| Н О Я Б Р Ь   | 15       | Тогда. Сейчас. Потом              | TriStar Pictures, Miramax, ImageMovers | Роберт Земекис                                                                        | Том Хэнкс, Робин Райт, Пол Беттани, Келли Райлли, Лесли Земекис | драма                                              | [ 51 ]        |
| Н О Я Б Р Ь   | 22       | Гладиатор 2                       | Paramount Pictures | Ридли Скотт                                                                           | Пол Мескал | историческая драма                                 | [ 52 ]        |
| Н О Я Б Р Ь   | 22       | Злая: Сказка о ведьме Запада      | Universal Pictures, Marc Platt Productions | Джон Чу                                                                               | Синтия Эриво, Ариана Гранде | музыкальный, фэнтези                               | [ 53 ] [ 54 ] |
| Н О Я Б Р Ь   | 27       | Моана 2                           | Walt Disney Pictures, Walt Disney Animation Studios, Walt Disney Studios Motion Pictures | Дэвид Деррик-младший                                                                  | Аулии Кравальо, Дуэйн Джонсон, Алан Тьюдик | мюзикл, фэнтези, приключенческий боевик            | [ 55 ]        |
| Д Е К А Б Р Ь | 5        | Маша и Медведь в кино: Парк Чудес | Animaccord | Василий Бедошвили, Василий Волков, Елена Чернова, Джалиль Ризванов, Екатерина Грошева | Юлия Зуникова, Борис Кутневич | Семейный, Приключения                              |               |
| Д Е К А Б Р Ь | 5        | Звёзды в Сибири                   | SVERDЛOVSK | Илья Фарфель                                                                          | Ольга Бузова, Клава Кока, Дмитрий Маликов, Сергей Светлаков, Тимур Батрутдинов Дмитрий Бреткоткин                                                                    | комедия                                            |               |
| Д Е К А Б Р Ь | 5        | Уралочка                          | Кинокомпания «ТЕМА» «All Media Company» онлайн-кинотеатр START | Михаил Расходников                                                                    | Валерия Астапова, Александр Горбатов | романтическая комедия, роуд-муви                   |               |
| Д Е К А Б Р Ь | 13       | Властелин колец: Война рохиррим   | Warner Bros. Animation, New Line Cinema, Sola Entertainment | Кэндзи Камияма                                                                        | Брайан Кокс | фэнтези                                            | [ 56 ] [ 57 ] |
| Д Е К А Б Р Ь | 13       | Крейвен-охотник                   | Columbia Pictures, Marvel Entertainment, Sony Pictures Releasing | Джей Си Чендор                                                                        | Аарон Тейлор-Джонсон, Ариана Дебос, Рассел Кроу, Фред Хехингер, Алессандро Нивола                                                                                    | супергеройский боевик                              | [ 58 ]        |
| Д Е К А Б Р Ь | 19       | Домовёнок Кузя                    | «Кинокомпания братьев Андреасян» | Виктор Лакисов                                                                        | София Перова, Алика Смехова, Марк Богатырёв, Алексей Гаврилов, Олег Комаров, Женя Малахова                                                                           | сказка                                             |               |
| Д Е К А Б Р Ь | 19       | Ёлки 11                           | Bazelevs, Okko | Александр Карпиловский, Александр Котт, Сергей Трофимов, Егор Чичканов                | Дмитрий Нагиев, Рузиль Минекаев, Бурак Озчивит, Кристина Бабушкина, Антон Васильев, Ирина Пегова, Виктор Хориняк                                                     | комедия                                            |               |
| Д Е К А Б Р Ь | 19       | Братья                            | «Темп» при участии «Берг Саунд» и ГПМ РТВ | Марк Горобец                                                                          | Денис Дорохов, Филипп Киркоров, Татьяна Догилева | комедия                                            |               |
| Д Е К А Б Р Ь | 20       | Плохая девочка                    | A24, 2AM, Man Up Films | Халина Рейн                                                                           | Николь Кидман, Харрис Дикинсон, Антонио Бандерас, Софи Уайлд, Жан Рено                                                                                               | эротический триллер                                | [ 50 ] [ 59 ] |
| Д Е К А Б Р Ь | 20       | Муфаса: Король Лев                | Walt Disney Pictures, Walt Disney Studios Motion Pictures | Барри Дженкинс                                                                        | Аарон Пьер, Кельвин-Харрисон младший, Сет Роген, Билли Айкнер, Джон Кани                                                                                             | мюзикл, драма, приключения, семейный               | [ 60 ]        |
| Д Е К А Б Р Ь | 20       | Соник 3 в кино                    | Sega, Original Film, Paramount Pictures | Джефф Фаулер                                                                          | Джеймс Марсден, Бен Шварц | приключения, боевик, Комедия                       | [ 61 ]        |
| Д Е К А Б Р Ь | 25       | Носферату                         | Universal Pictures, Focus Features, Studio 8, Maiden Voyage Pictures, Birch Hill Road Entertainment                                                                                             | Роберт Эггерс                                                                         | Билл Скарсгард, Николас Холт, Лили-Роуз Депп, Аарон Тейлор-Джонсон, Эмма Коррин, Уиллем Дефо, Саймон Макберни, Ральф Айнесон                                         | фильм ужасов                                       | [ 62 ]        |
| Д Е К А Б Р Ь | 26       | Иван Царевич и Серый Волк 6       | «Мельница», «СТВ» | Дарина Шмидт, Константин Феоктистов                                                   | Никита Ефремов, Александр Боярский, Максим Сергеев, Михаил Боярский, Татьяна Бунина                                                                                  | мультфильм, сказка, комедия, приключения, семейный | [ 63 ]        |

## Награды

### Премия «Золотой глобус»
81-я церемония вручения наград американской премии «Золотой глобус» состоялась 7 января 2024 года в отеле «Беверли-Хилтон», Лос-Анджелес. Ведущим церемонии выступил американский стэндап-комик Джо Кой.
- Лучший фильм (драма): «Оппенгеймер»
- Лучший фильм (комедия или мюзикл): «Бедные-несчастные»
- Лучший режиссёр: Кристофер Нолан — «Оппенгеймер»
- Лучшая мужская роль (драма): Киллиан Мерфи — «Оппенгеймер»
- Лучшая женская роль (драма): Лили Гладстоун — «Убийцы цветочной луны»
- Лучшая мужская роль (комедия или мюзикл): Пол Джаматти — «Оставленные»
- Лучшая женская роль (комедия или мюзикл): Эмма Стоун — «Бедные-несчастные»
- Лучшая мужская роль второго плана: Роберт Дауни мл. — «Оппенгеймер»
- Лучшая женская роль второго плана: Давайн Джой Рэндольф — «Оставленные»
- Лучший сценарий: Жюстин Трие и Артур Арари — «Анатомия падения»
- Лучший анимационный фильм: «Мальчик и птица»
- Лучший фильм на иностранном языке: «Анатомия падения» (Франция)

### Critics' Choice Movie Awards
28-я церемония вручения наград премии Critics' Choice Movie Awards Ассоциацией телекинокритиков США и Канады прошла 15 января 2024 года в Санта-Монике, Калифорния. Ведущая церемонии была американская комедиантка, актриса, писательница, телеведущая, продюсер и сценарист Челси Хэндлер.
- Лучший фильм: «Оппенгеймер»
- Лучший режиссёр: Кристофер Нолан — «Оппенгеймер»
- Лучшая мужская роль: Пол Джаматти — «Оставленные»
- Лучшая женская роль: Эмма Стоун — «Бедные-несчастные»
- Лучшая мужская роль второго плана: Роберт Дауни мл. — «Оппенгеймер»
- Лучшая женская роль второго плана: Давайн Джой Рэндольф — «Оставленные»
- Лучший актёрский состав: «Оппенгеймер»
- Лучший анимационный фильм: «Человек-паук: Паутина вселенных»
- Лучший фильм на иностранном языке: «Анатомия падения» (Франция)

### Премия «Золотой орёл»
22-я церемония вручения наград премии «Золотой орёл» состоялась 26 января 2024 года в первом павильоне киноконцерна «Мосфильм».
- Лучший игровой фильм: «Снегирь»
- Лучшая режиссёрская работа: Сергей Урсуляк за работу над фильмом «Праведник»
- Лучший сценарий: Александр Велединский за сценарий к фильму «1993»
- Лучшая мужская роль: Александр Яценко за роль в фильме «Праведник»
- Лучшая женская роль: Анна Михалкова за роль в фильме «Чувства Анны»
- Лучшая мужская роль второго плана: Евгений Ткачук за роль в фильме «Праведник»
- Лучшая женская роль второго плана: Александра Ребенок за роль в фильме «1993»

### Кинофестиваль «Сандэнс»
Кинофестиваль «Сандэнс-2024» прошёл с 18 по 28 января в городе Парк-Сити, штат Юта, США, с показами в городах Солт-Лейк-Сити, Огден и на курорте Сандэнс штата Юта.
- Лучший американский художественный фильм: «Летом»
- Лучший зарубежный художественный фильм: , , «Грязный»
- Лучший американский документальный фильм: «Фарфоровая война»
- Лучший зарубежный документальный фильм:  «Новый вид дикой природы»

### Премия «Сатурн»
51-я церемония вручения наград премии «Сатурн» за заслуги в области фантастики, фэнтези и фильмов ужасов состоялась 4 февраля 2024 года.
- Лучший научно-фантастический фильм: «Аватар: Путь воды»
- Лучший фильм — экранизация комикса: «Стражи Галактики. Часть 3»
- Лучший фильм-фэнтези: «Индиана Джонс и Колесо судьбы»
- Лучший фильм ужасов: «Два, три, демон, приди!»
- Лучший триллер: «Оппенгеймер»
- Лучший приключенческий фильм/экшн: «Миссия невыполнима: Смертельная расплата. Часть первая»
- Лучший полнометражный мультфильм: «Человек-паук: Паутина вселенных»
- Лучший международный фильм: «Бессмертный»
- Лучший независимый фильм: «Пэрл»
- Лучший режиссёр: Джеймс Кэмерон — «Аватар: Путь воды»
- Лучшая мужская роль: Харрисон Форд — «Индиана Джонс и Колесо судьбы»
- Лучшая женская роль: Марго Робби — «Барби»
- Лучшая мужская роль второго плана: Николас Кейдж — «Ренфилд»
- Лучшая женская роль второго плана: Эмили Блант — «Оппенгеймер»
- Лучший сценарий: Джеймс Кэмерон, Рик Джаффа и Аманда Сильвер — «Аватар: Путь воды»

### Премия Гильдии режиссёров США
76-я церемония вручения премий Американской гильдии режиссёров за заслуги в области кинематографа и телевидения за 2023 год состоялась 10 февраля 2024 года в Лос-Анджелесе.
- Лучший режиссёр фильм: Кристофер Нолан — «Оппенгеймер»
- Лучший режиссёр дебютного фильма: Селин Сон — «Прошлые жизни»

### Премия BAFTA
77-я церемония вручения наград британской премии «BAFTA» состоялась 18 февраля 2024 года в Королевском фестивальном зале в лондонском Саутбэнк Центре. Ведущим церемонии был шотландский актёр Дэвид Теннант.
- Лучший фильм: «Оппенгеймер»
- Лучший британский фильм: «Зона интересов»
- Лучший фильм на иностранном языке: «Зона интересов» (США, Великобритания, Польша)
- Лучший режиссёр: Кристофер Нолан — «Оппенгеймер»
- Лучшая мужская роль: Киллиан Мерфи — «Оппенгеймер»
- Лучшая женская роль: Эмма Стоун — «Бедные-несчастные»
- Лучшая мужская роль второго плана: Роберт Дауни мл. — «Оппенгеймер»
- Лучшая женская роль второго плана: Давайн Джой Рэндольф — «Оставленные»
- Лучший оригинальный сценарий: Жюстин Трие и Артур Арари — «Анатомия падения»
- Лучший адаптированный сценарий: Корд Джефферсон '— «Американское чтиво»'
- Лучший анимационный фильм: «Мальчик и птица»

### Премия «Сезар»
49-я церемония вручения наград премии «Сезар» за заслуги в области французского кинематографа за 2023 год состоялась 23 февраля 2024 года в концертном зале Олимпия (Париж, Франция).
- Лучший фильм: «Анатомия падения»
- Лучший фильм на иностранном языке: «Природа любви» (Канада, Франция)
- Лучший режиссёр: Жюстин Трие, «Анатомия падения»
- Лучшая мужская роль: Арье Вортхальтер — «Дело Гольдмана»
- Лучшая женская роль: Сандра Хюллер — «Анатомия падения»
- Лучшая мужская роль второго плана: Сванн Арло — «Анатомия падения»
- Лучшая женская роль второго плана: Адель Экзаркопулос — «Я всегда буду помнить ваши лица»
- Лучший оригинальный сценарий: Жюстин Трие, Артур Харари — «Анатомия падения»
- Лучший адаптированный сценарий: Одри Диван, Валери Донзелли — «Только ты и я»

### Премия Гильдии киноактёров США
30-я церемония вручения премии Гильдии киноактёров США за заслуги в области кинематографа и телевидения за 2023 год состоялась 24 февраля 2024 года в концертном зале Шрайн-Аудиториум в Лос-Анджелесе, Калифорния. Приз за вклад в кинематограф получила американская актриса, певица, режиссёр, продюсер Барбра Стрейзанд.
- Лучший актёрский состав: «Оппенгеймер»
- Лучшая мужская роль: Киллиан Мерфи — «Оппенгеймер»
- Лучшая женская роль: Лили Гладстоун — «Убийцы цветочной луны»
- Лучшая мужская роль второго плана: Роберт Дауни мл. — «Оппенгеймер»
- Лучшая женская роль второго плана: Давайн Джой Рэндольф — «Оставленные»
- Лучший каскадёрский состав: «Миссия невыполнима: Смертельная расплата. Часть первая»

### Берлинский кинофестиваль
74-й Берлинский международный кинофестиваль проходил с 15 по 25 февраля 2024 года в Берлине. В основной конкурс вошло 20 лент. Жюри возглавляла кенийско-мексиканская актриса театра и кино Лупита Нионго.
- Золотой медведь: «Дагомея», реж. Мати Диоп (Франция, Сенегал, Бенин)
- Гран-при жюри (Серебряный медведь): «Нужды путешественника», реж. Хон Сан-су (Южная Корея)
- Приз жюри (Серебряный медведь): «Империя», реж. Брюно Дюмон (Франция, Италия, Германия, Бельгия, Португалия)
- Серебряный медведь за лучшую режиссёрскую работу: Нельсон Карло де Лос Сантос Ариас, «Пепе» (Доминиканская Республика)
- Серебряный медведь за лучшую роль: Себастиан Стэн за «Другой человек» (США)
- Серебряный медведь за лучшую роль второго плана: Эмили Уотсон за «Мелочи жизни» (Великобритания)
- Серебряный медведь за лучший сценарий: Маттиас Гласнер за «Жизнь» (Германия)
- Серебряный медведь за выдающиеся художественные достижения: Мартин Гшлахт (оператор) за «Дьявольская баня» (Австрия, Германия)

### Премия «Независимый дух» (Independent Spirit Awards)
39-я церемония вручения премии «Независимый дух», ориентированной в первую очередь на американское независимое кино, за 2023 год состоялась 25 февраля 2024 года в Санта-Монике.
- Лучший фильм: «Прошлые жизни»
- Лучший режиссёр: Селин Сон — «Прошлые жизни»
- Лучшая главная роль: Джеффри Райт — «Американское чтиво»
- Лучшая роль второго плана: Давайн Джой Рэндольф — «Оставленные»
- Лучший сценарий: Корд Джефферсон — «Американское чтиво»
- Лучший фильм на иностранном языке: «Анатомия падения» (Франция)

### Премия Гильдии продюсеров США
35-я церемония вручения премии Гильдии продюсеров США за заслуги в области кинематографа и телевидения за 2023 год состоялась 25 февраля 2024 года в отеле Fairmont Century Plaza в Лос-Анджелесе, штат Калифорния.
- Лучший фильм: «Оппенгеймер»
- Лучший анимационный фильм: «Человек-паук: Паутина вселенных»

### Премия «Оскар»
96-я церемония вручения наград премии «Оскар» за заслуги в области кинематографа за 2023 год состоялась 10 марта 2024 года в театре «Долби», Лос-Анджелес, США. Ведущим стал американский комик и телеведущий Джимми Киммел.
- Лучший фильм: «Оппенгеймер»
- Лучший режиссёр: Кристофер Нолан — «Оппенгеймер»
- Лучшая мужская роль: Киллиан Мерфи — «Оппенгеймер»
- Лучшая женская роль: Эмма Стоун — «Бедные-несчастные»
- Лучшая мужская роль второго плана: Роберт Дауни мл. — «Оппенгеймер»
- Лучшая женская роль второго плана: Давайн Джой Рэндольф — «Оставленные»
- Лучший оригинальный сценарий: Жюстин Трие, Артур Харари — «Анатомия падения»
- Лучший адаптированный сценарий: Корд Джефферсон — «Американское чтиво»
- Лучший анимационный полнометражный фильм: «Мальчик и птица»
- Лучший фильм на иностранном языке: «Зона интересов» (США, Великобритания, Польша)

### Каннский кинофестиваль
77-й Каннский международный кинофестиваль проходил с 14 по 25 мая 2024 года в Каннах, Франция. Жюри основного конкурса возглавила американская актриса, сценаристка, режиссёр и продюсер Грета Гервиг.
- Золотая пальмовая ветвь — «Анора», реж. Шон Бейкер (США)
- Гран-при — «Всё, что нам кажется светом», реж. Паял Кападиа (Индия)
- Приз жюри — «Семя священного инжира», реж. Мохамад Расулоф (Иран)
- Приз за лучшую режиссуру — «Большое путешествие», реж. Мигел Гомеш (Португалия)
- Приз за лучший сценарий — «Субстанция», реж. Корали Фаржа (США)
- Приз за лучшую мужскую роль — Джесси Племонс — «Виды доброты» (США)
- Приз за лучшую женскую роль — женский ансамбль фильма «Эмилия Перес»: Адриана Пас, Селена Гомес, Зои Салдана, Карла София Гаскон
- Золотая камера — «Арманд», реж. Хальвдан Ульман Тёндель (Норвегия)

### Премия «Ника»
37-я церемония вручения наград премии Российской академии кинематографических искусств «Ника» состоялась 1 июля 2024 года в театре «Маска». Премия вручалась за 2022 и 2023 годы.
- Лучший игровой фильм: «Праведник»
- Лучшая режиссёрская работа: Сергей Урсуляк за работу над фильмом «Праведник»
- Лучший сценарий: Андрей Смирнов за сценарий к фильму «За нас с вами»
- Лучшая мужская роль: Александр Яценко за роль в фильме «Праведник»
- Лучшая женская роль: Юлия Снигирь за роль в фильме «За нас с вами» и Юлия Пересильд за роль в фильме «Вызов»
- Лучшая мужская роль второго плана: Сергей Пускепалис за роль в фильме «Сердце пармы»
- Лучшая женская роль второго плана: Ирина Розанова за роль в фильме «За нас с вами»

### Венецианский кинофестиваль
81-й Венецианский международный кинофестиваль проходил с 28 августа по 7 сентября 2024 года в Венеции, Италия. В основной конкурс вошла 21 лента. Жюри основного конкурса возглавляла французская актриса Изабель Юппер.
- Золотой лев: «Комната по соседству», реж. Педро Альмадовар (Испания)
- Гран-при жюри: «Горная невеста», реж. Маура Дельперо (Италия, Франция, Бельгия)
- Специальный приз жюри: «Апрель», реж. Деа Кулумбегашвили (Грузия, Франция, Италия)
- Серебряный лев за режиссуру: Брэди Корбет, «Бруталист» (США)
- Приз за лучший сценарий: Мурило Хаузер и Эйтор Лорега, «Я всё ещё здесь» (Бразилия, Франция)
- Кубок Вольпи за лучшую мужскую роль: Винсан Линдон за фильм «Тихий сын» (Франция)
- Кубок Вольпи за лучшую женскую роль: Николь Кидман за фильм «Плохая девочка» (США)
- Приз Марчелло Мастрояни лучшему молодому актёру/актрисе: Поль Киршер, «И дети после них» (Франция)

### Кинофестиваль в Торонто
49-й ежегодный международный кинофестиваль в Торонто (Канада) проходил с 7 по 17 сентября 2023 года/
- Приз зрительских симпатий (1 место): «Жизнь Чака», реж. Майк Флэнаган (США)
- Приз зрительских симпатий (2 место): «Эмилия Перес», реж. Жак Одиар (Франция)
- Приз зрительских симпатий (3 место): «Анора», реж. Шон Бэйкер (США)

### Фестиваль авторского кино «Зимний»
3-й Открытый российский кинофестиваль авторского кино проходил в Москве, в кинотеатре «Художественный» со 1 по 7 декабря 2024 года. Жюри возглавил Главный продюсер кинопоказа и кинопроизводства Первого канала Сергей Титинков.
- Главный приз: «Операция „Холодно“», реж. Данил Иванов
- Приз за лучшую режиссуру: Данил Иванов — «Операция „Холодно“»
- Приз за лучший сценарий: Виктория Мокерова — «Чувства»
- Приз за лучшую женскую роль: Ёла Санько — «Чувства»
- Приз за лучшую мужскую роль: Антон Кузнецов — «Операция „Холодно“»
- Приз за лучшее визуальное решение: «День недели — любой», оператор Шандор Беркеши

### Премия Европейской киноакадемии
37-я церемония континентальной премии Европейской академии кино состоялась 7 декабря 2024 года в Люцерне, Швейцария.
- Лучший европейский фильм: «Эмилия Перес» (Франция)
- Лучший европейский режиссёр: Жак Одиар — «Эмилия Перес» (Франция)
- Лучший европейский сценарист: Жак Одиар — «Эмилия Перес» (Франция)
- Лучший европейский актёр: Абу Сангаре — «История Сулеймана» (Франция)
- Лучшая европейская актриса: Карла София Гаскон — «Эмилия Перес» (Испания)